# Lewickie-Stacja
Lewickie-Stacja – wieś sołecka w Polsce położona w województwie podlaskim, w powiecie białostockim, w gminie Juchnowiec Kościelny. Wcześniejsza nazwa miejscowości (do lat 50.) to Lewicka.
Nazwa wsi wzięła się od znajdującej się w jej obrębie stacji kolejowej PKP – Lewickie.
Zabudowa wsi składa się z mieszkalnych i gospodarczych budynków drewnianych i murowanych oraz z murowanej i drewnianej zabudowy kolejowej (z początków XX wieku i z lat 60). We wsi brak jest placówek handlowych. Komunikacja z miejscowością odbywa się za pośrednictwem kolei,- wspomniana stacja (linia 32 Białystok - Czeremcha) oraz autobusem linii 22, obsługiwanym przez Komunalne Przedsiębiorstwo Komunikacji Miejskiej w Białymstoku.
Wierni kościoła rzymskokatolickiego należą do parafii Świętej Trójcy w Juchnowcu.